# Kivisaari (ö i Finland, Södra Österbotten, Kuusiokunnat, lat 62,52, long 23,92)
Kivisaari är en halvö i Finland. Den ligger i sjön Vähä Liesjärvi och i kommunen Alavo i den ekonomiska regionen  Kuusiokunnat  och landskapet Södra Österbotten, i den sydvästra delen av landet, 270 km norr om huvudstaden Helsingfors.

## Klimat
Trakten ingår i den boreala klimatzonen. Årsmedeltemperaturen i trakten är 0 °C. Den varmaste månaden är juli, då medeltemperaturen är 16 °C, och den kallaste är januari, med −14 °C.